# بنية جزيئية خطية

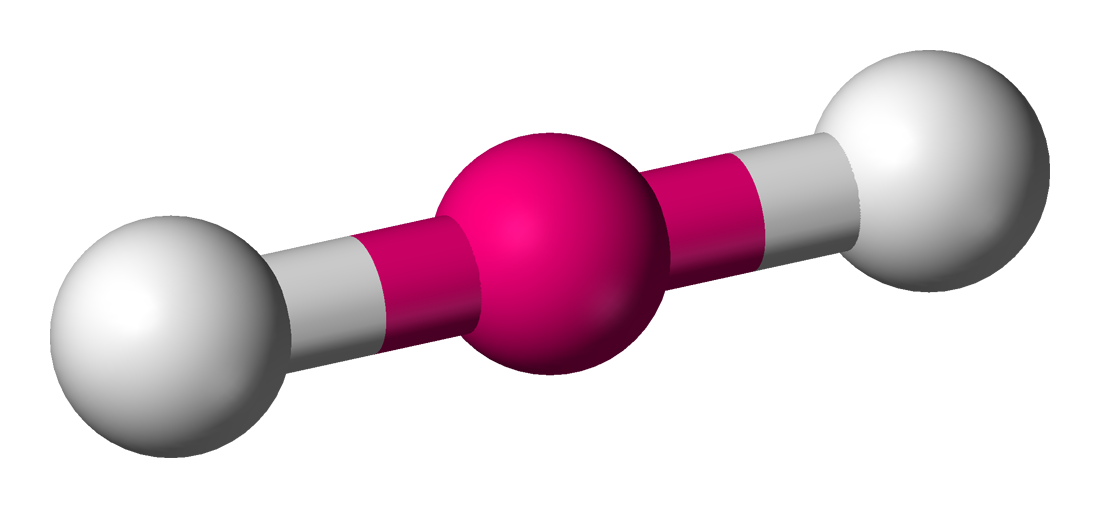
الصيغة البنائية المثالية لمركب خطي.

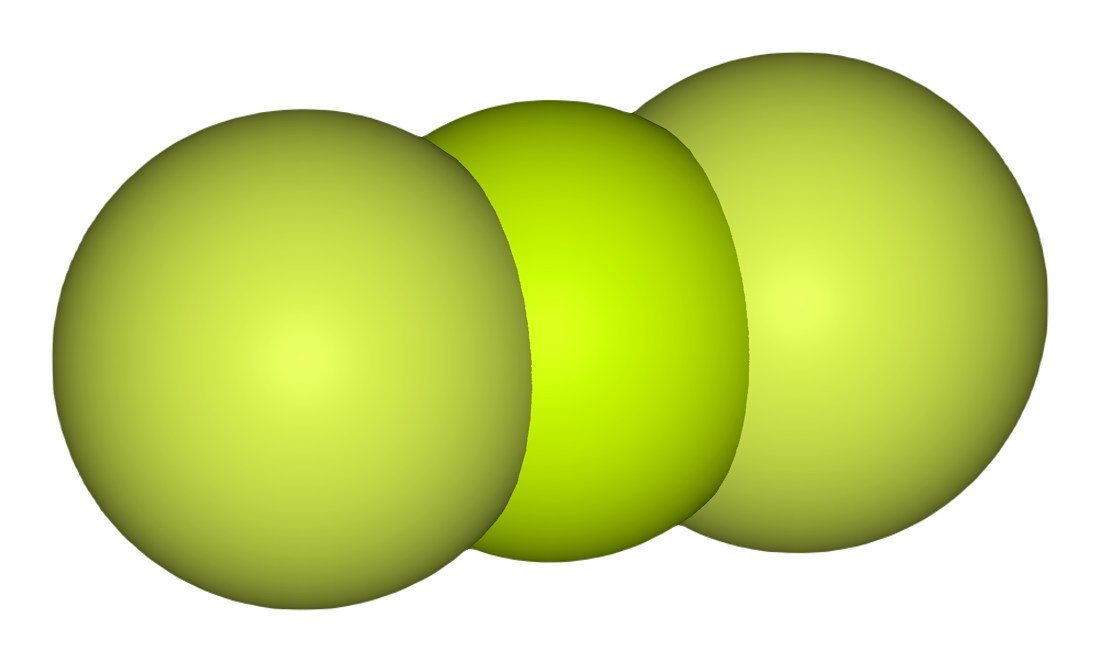
تشكيل فلوريد البيريليوم، مركب ذو شكل فراغي خطي.

الشكل الخطي من الأشكال الفراغية الأساسية للمركبات التساهمية، وهو يصف ترتيب ثلاثة أو أكثر من الذرات مترابطة مع بعضها وزاوية الرابطة المتوقعة 180 درجة .
من أمثلة الشكل الفراغي الخطي للجزيئات العضوية مركب الأسيتيلين، حيث أن له التهجين المداري SP، والذي تكون ذرة الكربون مركزية. من الأمثلة الأخرى مركبات مثل CO2 HCN، وثنائي فلوريد الزينون، كما تشمل الأنيونات الخطية.

## وصلات خارجية
- Chem| Chemistry, Structures, and 3D Molecules[وصلة مكسورة]
- Indiana University Molecular Structure Center
- Interactive molecular examples for point groups
- Molecular Modeling
- Animated Trigonal Planar Visual